# Medo de Sentir
Medo de Sentir (portugiesisch für „Angst, zu fühlen“) ist ein portugiesischsprachiger Popsong, der von Marta Carvalho geschrieben und von der portugiesischen Sängerin Elisa Silva interpretiert wurde. Mit dem Titel sollte sie Portugal beim Eurovision Song Contest 2020 in Rotterdam vertreten.

## Hintergrund und Produktion
Bereits im November 2019 veröffentlichte der portugiesische Rundfunk Rádio e Televisão de Portugal eine Liste der Komponisten, welche am Festival da Canção 2020 teilnehmen, darunter Marta Carvalho. Im Januar wurde bekanntgegeben, dass die entsprechende Interpretin Elisa Silva sein werde und der Titel den Namen Medo de Sentir trage. Elisa nahm am ersten Halbfinale der Vorentscheidung am 22. Februar teil, aus welchem sie sich für das am 7. März stattfindende Finale qualifizieren konnte. Dieses gewann sie mit zwei Punkten Vorsprung, obwohl sie weder die Höchstpunktzahl der Zuschauer, noch die der Jury auf sich vereinigen konnte.
Carvalho habe das Lied innerhalb eines Tages mit ihrer Gitarre geschrieben. Die Produktion führte sie mit Mikkel Solnado. Die Streicher wurden von Davide Rossi arrangiert, das Klavier spielte Daniel Lima ein. Das Mastering und die Abmischung erfolgten durch Márcio Silva.

## Musik und Text
Das Lied handle von der Angst, Gefühle zuzulassen. Die Interpretin singt davon, dass sie nicht wisse, wie sie wieder jemanden lieben könne und wenn ihr jemand die Hand reiche, könne sie nicht wissen, wie sie darauf reagieren solle.
Es besteht aus dem typischen Aufbau aus zwei Strophen, welche sich mit dem Refrain abwechseln und mit der Bridge vor der letzten Wiederholung. Medo de Sentir folgt einem langsamen Tempo. Im ersten Teil des Liedes ist die Instrumentierung auf das Klavier und den synkopischen Einsatz der Bass Drum beschränkt. Zur zweiten Strophe setzen die Streicher ein, die aber erst während der Bridge an Intensität gewinnen. An dieser Steller gewinnt auch der Beat an Komplexität.

## Beim Eurovision Song Contest
Portugal hätte im zweiten Halbfinale des Eurovision Song Contest 2020 mit diesem Lied auftreten sollen. Aufgrund der fortschreitenden COVID-19-Pandemie wurde der Wettbewerb jedoch abgesagt.

## Rezeption
Né Ladeiras, welche am Festival da Canção 1986 als Interpretin und im Jahr 2020 als Jurorin teilnahm, meinte, dass das Lied keine Geschichte schreiben werde. Auch Irving Wolther, NDR, bezweifelte, dass das Lied das Finale des Grand Prix erreicht hätte und bezeichnete den Sieg in der Vorentscheidung als „sterbenslangweilige Kompromisslösung“.
Der Fan-Blog Eurovisionary bezeichnete Medo de Sentir als langweilig. Andererseits wurde die Melodie sowie das Festhalten an der Landessprache gelobt. Laut ESCXtra bestätige Portugal mit dem Titel lediglich seine Anwesenheit beim Eurovision Song Contest. Jedoch wünsche man sich für die nächste Teilnahme der Interpretin ein Lied mit ähnlicher emotionaler Tiefe. Der deutsche Blog ESC Kompakt schreibt, der Song sei ein „typischer portugiesischer Beitrag: ruhig, in Landessprache, authentisch und absolut dem Untergang geweiht, weil er zu unauffällig und vollkommen am Mainstream vorbei ist“. Dennoch besitze er ein „wunderbar besänftigendes, warmes Grundgefühl“.

## Veröffentlichung
Neben dem offiziellen Eurovisions-Sampler erschien der Titel ausschließlich auf der Kompilation des Festival da Canção 2020. Eine Singleauskopplung existiert nicht. Auch eine eingespielte Akustikversion mit Silva und Carvalho ist lediglich als YouTube-Video erhältlich.

## Kommerzieller Erfolg
| ChartsChartplatzierungen | Höchstplatzierung | Wochen |
| ------------------------ | ----------------- | ------ |
| Portugal (AFP)           | 120 (2 Wo.)       | 2      |